# Barru
Barru ist eine Stadt (Kota) in Südsulawesi, Indonesien und ist Hauptort des Regierungsbezirks (Kabupaten) Barru. Das Stadtgebiet umfasst den gesamten Distrikt (Kecamatan) Barru, der sich in 10 Untereinheiten (Kelurahan) unterteilt.
Die Stadt hatte 2010 38.333 Einwohner.